# Олімпійська збірна Австралії з футболу
Олімпійська збірна Австралії з футболу (англ. Australia national under-23 soccer team) — футбольна збірна, що представляє Австралію на міжнародних футбольних змаганнях. Відбір гравців враховує те, що всі футболісти мають бути у віці до 23 років, окрім трьох футболістів. Команда контролюється Футбольною федерацією Австралії.

## Історія

### Ранні роки
Збірна Австралії до 23 років дебютувала на міжнародному рівні в 1967 році, коли брала участь у товариському турнірі проти Нової Каледонії та Нової Зеландії в Нумеа. Австралія програла свою першу гру 1:2 господарям 6 листопада, а другу — 1:3 10 листопада, а в обох матчах австралієць Гарі Мануел забив голи. Надалі команда нерегулярно збиралась, провівши по кілька товариських матчів у 1974 та 1990 роках.

### Олімпійські ігри
До початку 1990-х років на футбольному турнірі Олімпійських ігор від Океанії виступали національні збірні, у такому статусі Австралія була представлена на турнірах 1956 та 1988 років року, де вилітала на стадії чвертьфіналів.
З 1992 року на турнірі стали брати участь команди до 23 років з лише трьома гравцями старше цього віку, тому була заснована окрема олімпійська збірна Австралії. На футбольному турнірі 1992 року під керівництвом Едді Томсона олімпійська збірна Австралії з такими гравцями як Пол Окон, Марк Босніч, Тоні Відмар, Тоні Попович та інші сенсаційно посіла 4 місце. Надалі команда брала участь у всіх Олімпіадах до 2008 року включно, але повторити цей результат так і не змогла.
Після цього Австралія повернулася лише на Олімпійські ігри-2020 після того, як пропустила розіграші 2012 та 2016 років. У Токіо Австралійці потрапили до «групи смерті» разом з Аргентиною, Іспанією та Єгиптом. У першій грі австралійцям вдалось сенсаційно обіграти Аргентину 2:0, але в наступних двох іграх вони зазнали поразки і посіли останнє місце у групі.

### Молодіжний чемпіонат Азії U-23
З 2013 року став розігруватись молодіжний чемпіонат Азії U-23, який став кваліфікацією до Олімпійських ігор і в якому стали брати участь олімпійські збірні, але без використання гравців старше 23 років. На цьому турнірі Австралії у 2020 році здобула бронзові нагороди.

## Статистика виступів
| Олімпійські ігри | Олімпійські ігри           | Олімпійські ігри           | Олімпійські ігри           | Олімпійські ігри           | Олімпійські ігри           | Олімпійські ігри           | Олімпійські ігри           | Олімпійські ігри           |
| Участей: 5       | Участей: 5                 | Участей: 5                 | Участей: 5                 | Участей: 5                 | Участей: 5                 | Участей: 5                 | Участей: 5                 | Участей: 5                 |
| Рік              | Раунд                      | Місце                      | І                          | В                          | Н                          | П                          | ГЗ                         | ГП                         |
| ---------------- | -------------------------- | -------------------------- | -------------------------- | -------------------------- | -------------------------- | -------------------------- | -------------------------- | -------------------------- |
| 1900–1988        | див. збірна Австралії      | див. збірна Австралії      | див. збірна Австралії      | див. збірна Австралії      | див. збірна Австралії      | див. збірна Австралії      | див. збірна Австралії      | див. збірна Австралії      |
| 1992             | 4 місце                    | 4                          | 6                          | 2                          | 1                          | 3                          | 8                          | 12                         |
| 1996             | Груповий етап              | 13                         | 3                          | 1                          | 0                          | 2                          | 4                          | 6                          |
| 2000             | Груповий етап              | 15                         | 3                          | 0                          | 0                          | 3                          | 3                          | 6                          |
| 2004             | Чвертьфінал                | 7                          | 4                          | 1                          | 1                          | 2                          | 6                          | 4                          |
| 2008             | Груповий етап              | 11                         | 3                          | 0                          | 1                          | 2                          | 1                          | 3                          |
| 2012             | Не кваліфікувались         | Не кваліфікувались         | Не кваліфікувались         | Не кваліфікувались         | Не кваліфікувались         | Не кваліфікувались         | Не кваліфікувались         | Не кваліфікувались         |
| 2016             | Не кваліфікувались         | Не кваліфікувались         | Не кваліфікувались         | Не кваліфікувались         | Не кваліфікувались         | Не кваліфікувались         | Не кваліфікувались         | Не кваліфікувались         |
| 2020             | Груповий етап              | 12                         | 3                          | 1                          | 0                          | 2                          | 2                          | 3                          |
| 2024             | Вирішиться пізніше         | Вирішиться пізніше         | Вирішиться пізніше         | Вирішиться пізніше         | Вирішиться пізніше         | Вирішиться пізніше         | Вирішиться пізніше         | Вирішиться пізніше         |
| 2028             | Вирішиться пізніше         | Вирішиться пізніше         | Вирішиться пізніше         | Вирішиться пізніше         | Вирішиться пізніше         | Вирішиться пізніше         | Вирішиться пізніше         | Вирішиться пізніше         |
| 2032             | Кваліфіковані як господарі | Кваліфіковані як господарі | Кваліфіковані як господарі | Кваліфіковані як господарі | Кваліфіковані як господарі | Кваліфіковані як господарі | Кваліфіковані як господарі | Кваліфіковані як господарі |
| Всього           |                            | 6/8                        | 22                         | 5                          | 3                          | 14                         | 24                         | 34                         |

| Молодіжний чемпіонат Азії | Молодіжний чемпіонат Азії | Молодіжний чемпіонат Азії | Молодіжний чемпіонат Азії | Молодіжний чемпіонат Азії | Молодіжний чемпіонат Азії | Молодіжний чемпіонат Азії | Молодіжний чемпіонат Азії | Молодіжний чемпіонат Азії |
| Участей: 4                | Участей: 4                | Участей: 4                | Участей: 4                | Участей: 4                | Участей: 4                | Участей: 4                | Участей: 4                | Участей: 4                |
| Рік                       | Раунд                     | Місце                     | І                         | В                         | Н                         | П                         | ГЗ                        | ГП                        |
| ------------------------- | ------------------------- | ------------------------- | ------------------------- | ------------------------- | ------------------------- | ------------------------- | ------------------------- | ------------------------- |
| 2013                      | Чвертьфінал               | 6                         | 4                         | 2                         | 0                         | 2                         | 3                         | 6                         |
| 2016                      | Груповий етап             | 9                         | 3                         | 1                         | 1                         | 1                         | 2                         | 1                         |
| 2018                      | Груповий етап             | 11                        | 3                         | 1                         | 0                         | 2                         | 5                         | 5                         |
| 2020                      | Бронзова медаль           | 3                         | 6                         | 3                         | 2                         | 1                         | 6                         | 5                         |
| 2022                      | Вирішиться пізніше        | Вирішиться пізніше        | Вирішиться пізніше        | Вирішиться пізніше        | Вирішиться пізніше        | Вирішиться пізніше        | Вирішиться пізніше        | Вирішиться пізніше        |
| Всього                    |                           | 4/4                       | 16                        | 7                         | 3                         | 6                         | 16                        | 17                        |